# Saint-Martin-Lestra
Pour les articles homonymes, voir Saint-Martin.
Saint-Martin-Lestra est une commune française située dans le département de la Loire, en région Auvergne-Rhône-Alpes.

## Géographie

### Localisation
Au cœur des Monts du lyonnais (Zone naturelle d'intérêt écologique, faunistique et floristique de la région Rhône-Alpes de type 2), et située sur les premiers contreforts des Montagnes du Matin, la commune de Saint-Martin-Lestra fait partie du Forez.
La commune est distante de 34 km de Montbrison, sa sous-préfecture, et 57 km de sa préfecture, Saint-Étienne.

### Communes limitrophes
| Essertines-en-Donzy     | Essertines-en-Donzy     | Chambost-Longessaigne |
| Saint-Barthélemy-Lestra | Saint-Martin-Lestra     | Haute-Rivoire         |
| Saint-Barthélemy-Lestra | Saint-Barthélemy-Lestra | Haute-Rivoire         |

### Lieux-dits, écarts et quartiers
La commune compte 68 voies dont 62 lieux-dits administratifs répertoriés.
Les plus importants sont : Les Grandes Terres, Le Melly, Le Fay, Bouchala, Le Colombier, Le Garel…

### Géologie et relief
La commune est classée en zone de sismicité 2, correspondant à une sismicité faible.

### Hydrographie
Le système hydrographique de la commune se compose de :
- La Doise, longue de 16,1 km [8], affluent de la Loise, avec 3 affluents : 
  - Le ruisseau de Gouaillons, long de 1,8 km [9].
  - Le ruisseau de Pergerand, long de 2,2 km [10].
  - Un cours d‘eau (non nommé), long de 0,7 km [11].

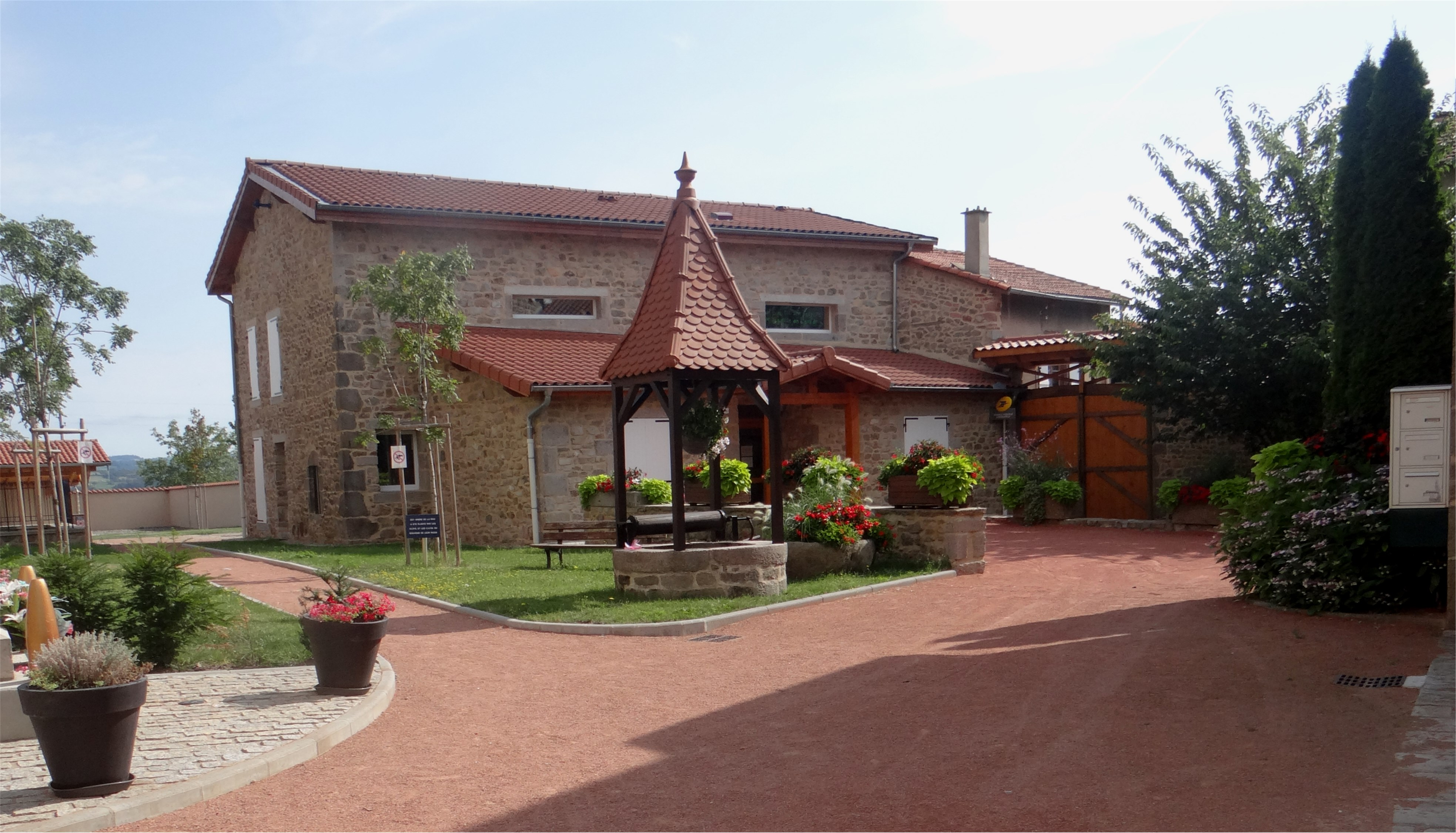
Petit puits entre l'église et la mairie.

- Le Garollet, long de 14,7 km [12], affluent de la Loire.

### Voies de communication et transports

#### Voies de communication
Saint-Martin-Lestra est traversée par la RD 89 qui relie Feurs à l’ouest à 11,5 km à Les Halles, puis Sainte-Foy-l'Argentière à 12,4 km.
On accède également à la commune  par la RD 103, de Essertines-en-Donzy au nord à 5,3 km.

#### Transports
Saint-Martin-Lestra est desservie par la ligne d’autocars M 316 (Feurs - Jas)  de la société Transports interurbains de la Loire.
La gare SNCF la plus proche est la Gare de Feurs, de la ligne de Moret - Veneux-les-Sablons à Lyon-Perrache, située à 10,7 kilomètres, (11 minutes).

### Climat
Pour des articles plus généraux, voir Climat d'Auvergne-Rhône-Alpes et Climat de la Loire.
En 2010, le climat de la commune est de type climat des marges montargnardes, selon une étude du Centre national de la recherche scientifique s'appuyant sur une série de données couvrant la période 1971-2000. En 2020, Météo-France publie une typologie des climats de la France métropolitaine dans laquelle la commune est exposée à un climat de montagne ou de marges de montagne et est dans la région climatique Nord-est du Massif Central, caractérisée par une pluviométrie annuelle de 800 à 1 200 mm, bien répartie dans l’année.
Pour la période 1971-2000, la température annuelle moyenne est de 10 °C, avec une amplitude thermique annuelle de 16,3 °C. Le cumul annuel moyen de précipitations est de 835 mm, avec 9,6 jours de précipitations en janvier et 7,3 jours en juillet. Pour la période 1991-2020, la température moyenne annuelle observée sur la station météorologique de Météo-France la plus proche, « Chazelles-Lyon », sur la commune de Chazelles-sur-Lyon à 10 km à vol d'oiseau, est de 10,6 °C et le cumul annuel moyen de précipitations est de 764,0 mm,. Pour l'avenir, les paramètres climatiques de la commune estimés pour 2050 selon différents scénarios d'émission de gaz à effet de serre sont consultables sur un site dédié publié par Météo-France en novembre 2022.

## Urbanisme

### Typologie
Au 1er janvier 2024, Saint-Martin-Lestra est catégorisée bourg rural, selon la nouvelle grille communale de densité à sept niveaux définie par l'Insee en 2022.
Elle est située hors unité urbaine et hors attraction des villes,.

### Occupation des sols
L'occupation des sols de la commune, telle qu'elle ressort de la base de données européenne d’occupation biophysique des sols Corine Land Cover (CLC), est marquée par l'importance des territoires agricoles (92,7 % en 2018), une proportion sensiblement équivalente à celle de 1990 (93 %). La répartition détaillée en 2018 est la suivante : 
prairies (59,2 %), zones agricoles hétérogènes (32,8 %), forêts (5,2 %), zones urbanisées (2,1 %), terres arables (0,7 %). L'évolution de l’occupation des sols de la commune et de ses infrastructures peut être observée sur les différentes représentations cartographiques du territoire : la carte de Cassini (XVIIIe siècle), la carte d'état-major (1820-1866) et les cartes ou photos aériennes de l'IGN pour la période actuelle (1950 à aujourd'hui).

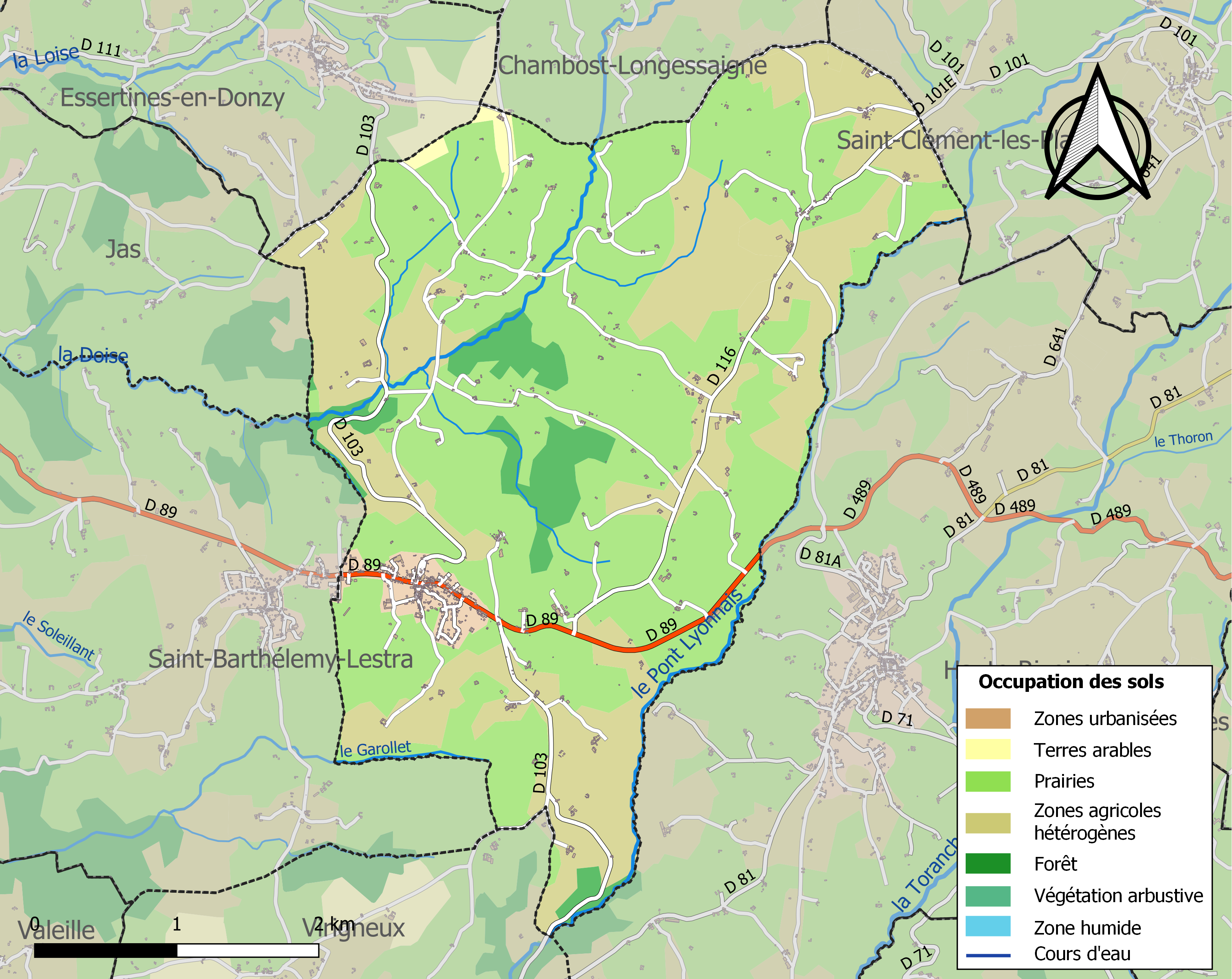
Carte des infrastructures et de l'occupation des sols de la commune en 2018 (CLC).

### Logement
En 2014, le nombre total de logements dans la commune était de 464 (dont 89,4 % de maisons et 10,3 % d’appartements).
Parmi ces logements, 77,2 % étaient des résidences principales, 9,3 % des résidences secondaires et 13,6 % des logements vacants.
La part des ménages propriétaires de leur résidence principale s’élevait à 69,6 %.

## Histoire
La dénomination de Saint-Martin atteste du passé chrétien de la commune, mais également de celui plus ancien des cultes gaulois animistes qui célébraient la vie secrète des arbres, des sources et des pierres.
Lestra, L'etrat, est un mot assez répandu dans le département de la Loire, il a pour origine le latin strata qui désigne une route empierrée.
Autrefois, le village était un lieu de passage situé sur la « via romana » Lyon-Bordeaux signifiant la voie, déformée en lestra et rajoutée au patronyme
La première mention de Saint-Martin-Lestra apparaît dans la donation de Gaucerand à Savigny vers l'an mil.

## Politique et administration
| Période                                  | Période  | Identité        | Étiquette  | Qualité     |
| ---------------------------------------- | -------- | --------------- | ---------- | ----------- |
| Les données manquantes sont à compléter. |          |                 |            |             |
| av.1951                                  | ?        | Marius Subrin   | RGRIF-CNIP | Agriculteur |
|                                          |          |                 |            |             |
| mars 2001                                | En cours | Yves Grandrieux | SE         |             |

## Démographie
L'évolution du nombre d'habitants est connue à travers les recensements de la population effectués dans la commune depuis 1793. Pour les communes de moins de 10 000 habitants, une enquête de recensement portant sur toute la population est réalisée tous les cinq ans, les populations de référence des années intermédiaires étant quant à elles estimées par interpolation ou extrapolation. Pour la commune, le premier recensement exhaustif entrant dans le cadre du nouveau dispositif a été réalisé en 2004.

En 2022, la commune comptait 926 habitants, en évolution de +4,16 % par rapport à 2016 (Loire : +1,32 %, France hors Mayotte : +2,11 %).
| 1793  | 1800  | 1806  | 1821  | 1831  | 1836  | 1841  | 1846  | 1851  |
| ----- | ----- | ----- | ----- | ----- | ----- | ----- | ----- | ----- |
| 1 050 | 1 200 | 1 166 | 1 223 | 1 398 | 1 272 | 1 402 | 1 365 | 1 322 |

| 1856  | 1861  | 1866  | 1872  | 1876  | 1881  | 1886  | 1891  | 1896  |
| ----- | ----- | ----- | ----- | ----- | ----- | ----- | ----- | ----- |
| 1 276 | 1 347 | 1 275 | 1 278 | 1 267 | 1 309 | 1 325 | 1 276 | 1 234 |

| 1901  | 1906  | 1911  | 1921  | 1926  | 1931  | 1936  | 1946 | 1954 |
| ----- | ----- | ----- | ----- | ----- | ----- | ----- | ---- | ---- |
| 1 261 | 1 215 | 1 142 | 1 073 | 1 077 | 1 070 | 1 008 | 903  | 888  |

| 1962 | 1968 | 1975 | 1982 | 1990 | 1999 | 2004 | 2006 | 2009 |
| ---- | ---- | ---- | ---- | ---- | ---- | ---- | ---- | ---- |
| 891  | 851  | 738  | 705  | 604  | 693  | 809  | 823  | 897  |

| 2014 | 2019 | 2022 | - | - | - | - | - | - |
| ---- | ---- | ---- | - | - | - | - | - | - |
| 892  | 906  | 926  | - | - | - | - | - | - |

## Économie
En 2007, environ 78 % des 1 633 hectares de superficie de Saint-Martin-Lestra étaient à vocation agricole.

### Revenus de la population et fiscalité
Le nombre de ménages fiscaux en 2013 était de 355 représentant 873 personnes et la  médiane du revenu disponible par unité de consommation  de 18 576 €.

### Emploi
En 2014, le nombre total d’emploi dans la zone était de 133, occupant 409 actifs résidants (salariés et non salariés) .
Le taux d’activité de la population âgée de 15 à 64 ans s'élevait à  77,7 % contre un taux de chômage (au sens du recensement) de 5,5 %. Les inactifs se répartissent de la façon suivante : étudiants et stagiaires non rémunérés 6,8 %, retraités ou préretraités 10,6 %, autres inactifs 4,8 %.

### Entreprises et commerces
En 2015, le nombre d’établissements actifs était de quatre vingt seize dont vingt-neuf dans l’agriculture-sylviculture-pêche, neuf dans l'industrie, huit dans la construction, trente-sept dans le commerce-transports-services divers et treize étaient relatifs au secteur administratif.
Cette même année, onze entreprises ont été créées  dont huit par des auto-entrepreneurs.

## Lieux et monuments

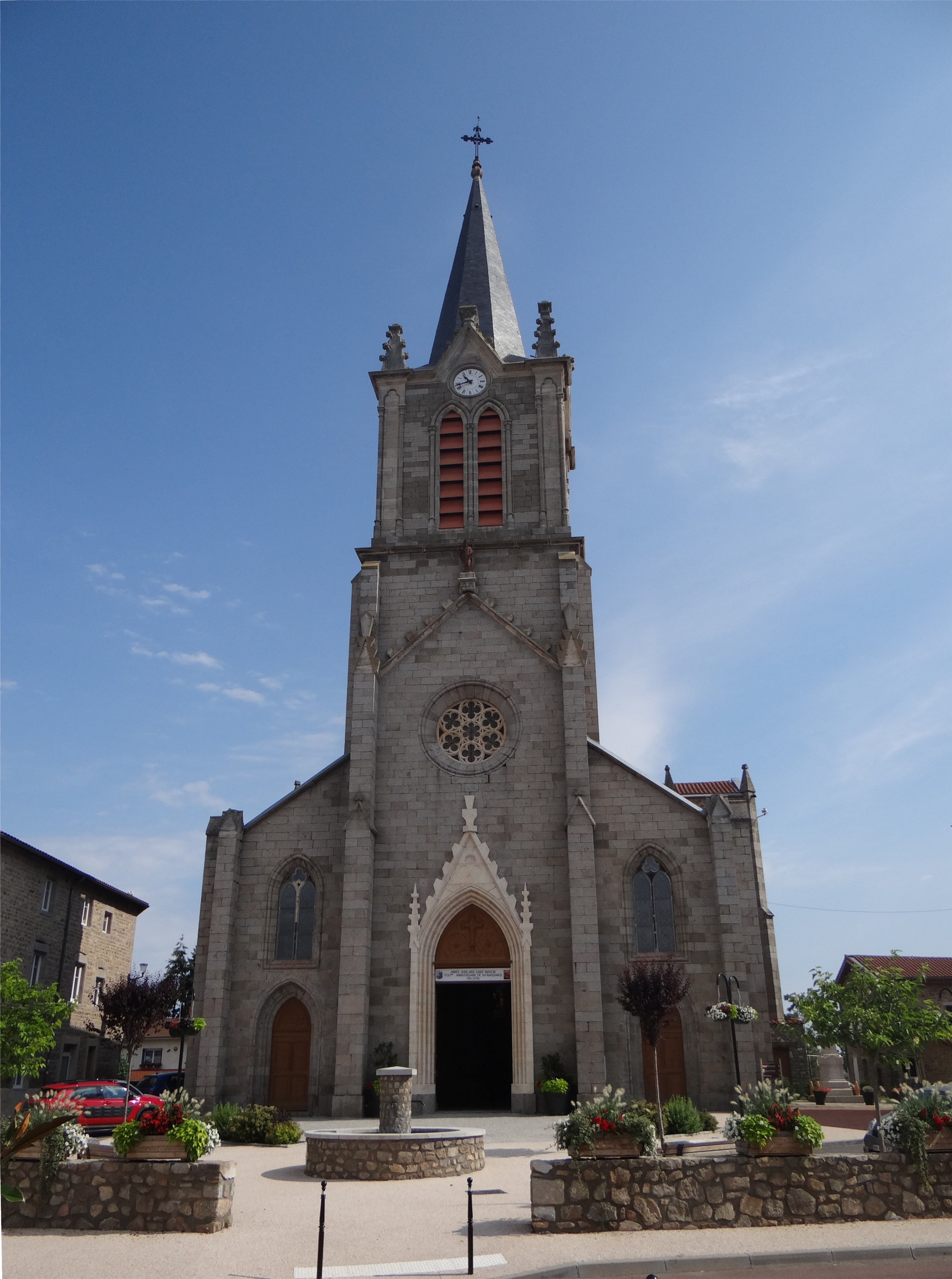
L'église

- L'église Saint-Martin de Saint-Martin-Lestra, du milieu du XIXe siècle.
- Le lavoir, route d'Essertines en Donzy.
- De nombreuses croix, dont celle qui a remplacé la pierre aux fées appelée « Pierre de la sauteuse ».
- Deux châteaux du XIIe siècle privés.
- Donjon quadrangulaire, à La Ponchonière, à un kilomètre du hameau de Bouchala.
- Parc du château des Gouttes, propriété privée.